# 堀川謙一
堀川 謙一（ほりかわ けんいち、1980年3月10日 - ）は、日本の元プロボクサー。京都府乙訓郡大山崎町出身。第38代・第41代日本ライトフライ級王者。第37代OPBF東洋太平洋ライトフライ級王者。2017年4月デビュー以来属したSFマキから三迫ボクシングジム移籍。引退時点では日本国内では野中悠樹に次いで2番目の高齢現役プロボクサーであり、出場試合数は現役最多であった。

## 来歴
2000年4月7日、岡田稔と両者にとってのデビュー戦を行い、2回33秒KO勝ちを収め堀川がデビュー戦を白星で飾った。
2001年、ライトフライ級で新人王戦に出場し敗戦。さらに次の試合も敗戦する。試合間隔は敗戦のたびに空くようになった。
2003年、再度ライトフライ級で新人王戦に出場し初戦敗退。同年12月、ミニマム級の橘悟朗に判定勝利を収め、負け越しから通算4勝4敗となった。
2004年、新人王戦に3度目の出場で西日本ライトフライ級新人王を獲得。続いての対抗戦では敗退したが、その後、ライトフライ級、ミニマム級で試合を重ねた。
2007年、A級トーナメントにミニマム級に優勝し、MVPを獲得した。同年5月から2008年9月まで日本1位を保持。
2008年10月8日、日本タイトル挑戦権獲得トーナメント「最強後楽園」のミニマム級決勝戦で日本1位・OPBF3位として日本2位・OPBF8位の辻昌建と争い、1-2の判定で敗退した。
2009年6月21日、松下IMPホールで日本ミニマム級1位として日本ミニマム級3位の八重樫東と日本ミニマム級王座決定戦を行い、0-3の判定負けを喫した。
2010年5月9日、松下IMPホールでOPBF東洋太平洋ミニマム級3位としてOPBF東洋太平洋ミニマム級1位のマイケル・ランデロとOPBF東洋太平洋ミニマム級王座決定戦を行い、8回まではポイントで上回ったが、9回に2度のダウンを喫してTKO負けとなり、王座獲得はならなかった。
2012年10月2日、原隆二と日本ミニマム級王座決定戦を行い、0-3の判定負けを喫し王座獲得に失敗した。
2013年10月19日、日本タイトル挑戦権獲得トーナメント「最強後楽園」のライトフライ級決勝戦で日本3位・OPBF11位として日本2位・OPBF8位の大内淳雅と争い、2-0（78-75、77-76、76-76）の判定勝ちを収め日本ライトフライ級王者井上尚弥への挑戦権獲得に成功した。
2014年2月1日、木村悠と日本ライトフライ級王座決定戦を行い、1-2の判定負けを喫し王座獲得に失敗した。
2015年9月17日、小野心と日本ライトフライ級王座決定戦を行い、7回1分33秒TKO勝ちを収め念願の王座獲得に成功した。
2015年12月27日、京都府乙訓郡大山崎町の大山崎町体育館で日本ライトフライ級1位の拳四朗と対戦し、10回0-3（93-98×2、93-97）の判定負けを喫し日本王座の初防衛に失敗、王座から陥落した。
2016年1月22日、2015年の年間表彰選手選考会に於いて年間最高試合に選出された。
2016年1月29日、JBCは堀川を日本ライトフライ級4位にランクインした。
2016年8月7日、天満橋エルシアターで行われた「第57回CHAMPION'S ROAD」で金沢晃佑とライトフライ級8回戦を行い、8回2-1（78-74、78-75、75-77）の判定勝ちを収め再起を果たした。
2016年10月26日、JBCは堀川を日本ライトフライ級2位にランクインした。
2017年2月12日、広島県広島市のNTTクレドホールで板垣幸司とWBOアジア太平洋ライトフライ級王座決定戦を行い、12回3-0（116-112×2、117-111）の判定勝ちを収め王座獲得に成功した。
2017年2月15日、WBOは堀川をWBO世界ライトフライ級15位にランクインした。
2017年3月6日、OPBFは堀川をOPBF東洋太平洋ライトフライ級6位にランクインした。
2017年3月23日、同年4月21日に行われる「ファイティング・ビート・ボクシング」で日本ライトフライ級1位の久田哲也と日本ライトフライ級王座決定戦を行うことが決定した。
2017年4月21日、大阪府立体育会館第2競技場で行われた「ファイティングビートボクシング」で拳四朗の王座返上に伴い日本ライトフライ級1位の久田哲也と日本ライトフライ級王座決定戦を行い、10回0-3（92-95、91-96、91-97）の判定負けを喫し日本王座への返り咲きに失敗した。
2017年4月26日、JBCは堀川を日本ライトフライ級4位にランクインした。
2017年5月11日、WBCは堀川をWBC世界ライトフライ級27位にランクインした。
2017年7月26日、JBCは堀川を日本ライトフライ級5位にランクインした。
2017年8月15日、島津アリーナ京都で寺次孝有希とライトフライ級8回戦を行い、8回3-0（78-74、80-74、80-72）の判定勝ちを収め再起を果たした。
2017年11月30日、JBCは堀川を日本ライトフライ級2位にランクインした。
2017年12月6日、OPBFは堀川をOPBF東洋太平洋ライトフライ級2位にランクインした。
2017年12月14日、後楽園ホールで行われた「ダイヤモンドグローブ」でフアマイ・カイチョンジムと50.0kg契約8回戦を行い、初回3分6秒KO勝ちを収めた。
2018年1月12日、WBCは堀川をWBC世界ライトフライ級15位にランクインした。
2018年3月18日、神戸ポートピアホテル特設会場でナッチャポン・ゲーオクアンロゾートと50.0㎏契約8回戦を行い、2回2分12秒KO勝ちを収めた。
2018年5月26日、大阪府立体育会館第2競技場でモンコル・カムソッマットと50.0kg契約8回戦を行い、7回1分55秒TKO勝ちを収めた。
2018年7月12日、後楽園ホールで高梨直人と50.0kg契約8回戦を行い、5回1分3秒TKO勝ちを収めた。
2018年10月12日、後楽園ホール日本ライトフライ級2位の板垣幸司と日本ライトフライ級挑戦者決定戦を行い、7回2分14秒TKO勝ちを収めた。
2019年2月14日、後楽園ホールで前王者の久田哲也が返上した日本ライトフライ級王座を懸けて同級2位の戸高達と対戦し、8回終了時に戸高が棄権し規定によりTKO勝ちを収め3年2ヵ月ぶりに王座に返り咲いた。
2019年5月19日、神戸ポートピアホテルで日本ライトフライ級1位の多田雅と同級タイトルマッチを行い、10回判定3-0（99-90×2、98-91）で判定勝ちを収め、王座防衛に成功した。
2019年8月8日に後楽園ホールで元日本ライトフライ級ユース王者で日本同級7位の大保龍斗と対戦する予定であったが、大保が体調不良により救急搬送され、計量会場に来ることができなかったため失格となり、試合は中止となった。当日は代わりに拳四朗と特別公開スパーリングを行った。
2019年10月10日、後楽園ホールで日本ライトフライ級4位の高橋悠斗を相手に防衛戦を行うも、10回0-2（93-97、94-96、95-95）で判定負けを喫し、王座から陥落した。
2020年7月25日、神戸市立中央体育館でWBO世界ライトフライ級14位、元WBOアジアパシフィック同級王者の冨田大樹と空位のOPBF東洋太平洋ライトフライ級王座決定戦を行い、10回1分47秒TKO勝ちを収め、王座を獲得した。
2022年7月2日、後楽園ホールで日本ライトフライ級王者岩田翔吉と王座統一戦及びWBOアジア太平洋ライトフライ級王座決定戦を行い、12回0-3(110-118、111-117、112-116)の判定負けを喫しOPBF王座の初防衛に失敗、王座から陥落した。
2022年12月4日、エディオンアリーナ大阪にて岩田翔吉の王座返上に伴うOPBF東洋太平洋ライトフライ級王座決定戦をOPBF同級2位のジョー・キャノイと行うも、7回1分1秒KO負けを喫し王座返り咲きに失敗した。
2023年8月5日、後楽園ホールにて元WBO世界ミニマム級王者の谷口将隆（ワタナベ）と対戦。谷口のアゴを割るなど奮闘したが、僅差判定で敗れた。
2024年3月2日、後楽園ホールにて高見享介（帝拳）と対戦、6回2分50秒レフェリーストップTKO負けを喫し、試合後に引退を宣言した。

## 戦績
プロボクシング：62戦41勝 (14KO) 20敗1分
| 戦           | 日付           | 勝敗 | 時間     | 内容    | 対戦相手                           | 国籍       | 備考                                                                   |
| ------------ | -------------- | ---- | -------- | ------- | ---------------------------------- | ---------- | ---------------------------------------------------------------------- |
| 1            | 2000年5月12日  | ☆    | 2R 0:33  | KO      | 岡田稔（武蔵ヨシヤマ）             | 日本       | プロデビュー戦                                                         |
| 2            | 2000年9月4日   | ★    | 4R       | 判定    | 岸田直哉（クラトキ）               | 日本       |                                                                        |
| 3            | 2001年4月22日  | ☆    | 4R       | 判定    | 藤内秀彦（尼崎）                   | 日本       |                                                                        |
| 4            | 2001年7月22日  | ★    | 4R       | 判定    | 楠浩明（グリーンツダ）             | 日本       | 2001年度西日本ライトフライ級新人王予選                                 |
| 5            | 2001年11月9日  | ★    | 4R       | 判定    | 藤原工輔（正拳）                   | 日本       |                                                                        |
| 6            | 2002年8月11日  | ☆    | 4R       | 判定3-0 | 山本秀人（神拳阪神）               | 日本       |                                                                        |
| 7            | 2003年4月18日  | ★    | 4R       | 判定0-3 | 岡田正継（グリーンツダ）           | 日本       | 2003年度西日本ライトフライ級新人王予選                                 |
| 8            | 2003年12月14日 | ☆    | 4R       | 判定3-0 | 橘悟朗（エディタウンゼント）       | 日本       |                                                                        |
| 9            | 2004年4月25日  | ☆    | 4R       | 判定3-0 | 奥村和也（六島）                   | 日本       |                                                                        |
| 10           | 2004年6月13日  | ☆    | 4R       | 判定3-0 | 赤木啓祐（倉敷守安）               | 日本       |                                                                        |
| 11           | 2004年8月1日   | ☆    | 2R 1:43  | KO      | 川下大輔（オール）                 | 日本       |                                                                        |
| 12           | 2004年9月5日   | ☆    | 6R       | 判定3-0 | 森栄良平（尼崎亀谷）               | 日本       | 2004年度西日本ライトフライ級新人王決勝                                 |
| 13           | 2004年10月11日 | ★    | 6R       | 判定1-2 | 有富康人（松田）                   | 日本       | 2004年度全日本ライトフライ級新人王決定戦                               |
| 14           | 2005年2月26日  | ☆    | 6R 2:46  | TKO     | 藤村篤志（エディタウンゼント）     | 日本       |                                                                        |
| 15           | 2005年5月17日  | △    | 8R       | 判定0-1 | 池原繁尊（横浜光）                 | 日本       |                                                                        |
| 16           | 2005年10月26日 | ☆    | 10R      | 判定2-1 | 飯田大介（三津山）                 | 日本       |                                                                        |
| 17           | 2006年4月9日   | ☆    | 10R      | 判定2-1 | 熊田和真（オサム）                 | 日本       |                                                                        |
| 18           | 2006年10月8日  | ☆    | 1R 2:18  | TKO     | 大洞達馬（金沢）                   | 日本       |                                                                        |
| 19           | 2007年2月11日  | ☆    | 10R      | 判定3-0 | 山脇正輝（大阪帝拳）               | 日本       |                                                                        |
| 20           | 2007年8月29日  | ☆    | 6R       | 判定2-0 | 瀬川正義（横浜光）                 | 日本       | KSD杯争奪A級トーナメントミニマム級準決勝                               |
| 21           | 2007年10月31日 | ☆    | 8R       | 判定2-0 | 田中教仁（ドリーム）               | 日本       | KSD杯争奪A級トーナメントミニマム級決勝（MVP獲得）                      |
| 22           | 2008年4月20日  | ☆    | 8R       | 判定3-0 | 諸一宇（尼崎）                     | 日本       |                                                                        |
| 23           | 2008年7月3日   | ☆    | 6R       | 判定2-1 | 松本博志（角海老宝石）             | 日本       | 日本タイトル挑戦権獲得トーナメントミニマム級準決勝                     |
| 24           | 2008年10月8日  | ★    | 8R       | 判定1-2 | 辻昌建（帝拳）                     | 日本       | 日本タイトル挑戦権獲得トーナメントミニマム級決勝戦（技能賞）           |
| 25           | 2009年6月21日  | ★    | 10R      | 判定0-3 | 八重樫東（大橋）                   | 日本       | 日本ミニマム級王座決定戦                                               |
| 26           | 2009年10月4日  | ☆    | 8R       | 判定3-0 | 久田恭裕（横浜さくら）             | 日本       |                                                                        |
| 27           | 2010年2月7日   | ☆    | 6R       | 判定3-0 | 松下泰士（ヨシヤマ）               | 日本       |                                                                        |
| 28           | 2010年5月9日   | ★    | 9R 1:50  | TKO     | マイケル・ランデロ                 | フィリピン | OPBF東洋太平洋ミニマム級王座決定戦                                     |
| 29           | 2010年10月21日 | ☆    | 8R       | 判定3-0 | 岩橋裕馬（森岡）                   | 日本       |                                                                        |
| 30           | 2010年11月27日 | ★    | 7R 2:40  | TKO     | フローレンテ・コンデス             | フィリピン |                                                                        |
| 31           | 2011年4月2日   | ★    | 8R 2:24  | TKO     | エドガル・ソーサ                   | メキシコ   | WBCインターナショナルフライ級タイトルマッチ                            |
| 32           | 2011年8月7日   | ☆    | 8R       | 判定3-0 | 中澤翔（大鵬）                     | 日本       |                                                                        |
| 33           | 2011年11月11日 | ☆    | 8R       | 判定3-0 | 久田哲也（ハラダ）                 | 日本       |                                                                        |
| 34           | 2012年6月10日  | ☆    | 8R       | 判定3-0 | 阪下優友（とよはし）               | 日本       |                                                                        |
| 35           | 2012年10月2日  | ★    | 10R      | 判定0-3 | 原隆二（大橋）                     | 日本       | 日本ミニマム級王座決定戦                                               |
| 36           | 2013年2月13日  | ★    | 12R      | 判定0-3 | ノックノイ・シップラサート         | タイ       | WBCインターナショナルフライ級王座決定戦                                |
| 37           | 2013年7月1日   | ☆    | 6R       | 判定3-0 | 久田哲也（ハラダ）                 | 日本       | 日本タイトル挑戦権獲得トーナメントライトフライ級準決勝                 |
| 38           | 2013年10月19日 | ☆    | 8R       | 判定2-0 | 大内淳雅（角海老宝石）             | 日本       | 日本タイトル挑戦権獲得トーナメントライトフライ級決勝                   |
| 39           | 2014年2月1日   | ★    | 10R      | 判定1-2 | 木村悠（帝拳）                     | 日本       | 日本ライトフライ級王座決定戦                                           |
| 40           | 2014年7月6日   | ☆    | 8R       | 判定2-0 | 松本直樹（大阪帝拳）               | 日本       |                                                                        |
| 41           | 2014年9月5日   | ☆    | 8R       | 判定2-0 | ハイトン・エルナンデス             | メキシコ   |                                                                        |
| 42           | 2015年4月12日  | ☆    | 4R 2:55  | TKO     | 貴島宗仁（千里馬神戸）             | 日本       |                                                                        |
| 43           | 2015年7月20日  | ☆    | 8R 2:24  | TKO     | 諸一宇（尼崎）                     | 日本       |                                                                        |
| 44           | 2015年9月17日  | ☆    | 7R 1:33  | TKO     | 小野心（ワタナベ）                 | 日本       | 日本ライトフライ級王座決定戦                                           |
| 45           | 2015年12月27日 | ★    | 10R      | 判定0-3 | 拳四朗（BMB）                      | 日本       | 日本王座陥落                                                           |
| 46           | 2016年8月7日   | ☆    | 8R       | 判定2-1 | 金沢晃佑（大鵬）                   | 日本       |                                                                        |
| 47           | 2017年2月12日  | ☆    | 12R      | 判定3-0 | 板垣幸司（広島三栄）               | 日本       | WBOアジア太平洋ライトフライ級王座決定戦                                |
| 48           | 2017年4月21日  | ★    | 10R      | 判定0-3 | 久田哲也（ハラダ）                 | 日本       | 日本ライトフライ級王座決定戦                                           |
| 49           | 2017年8月15日  | ☆    | 8R       | 判定3-0 | 寺次孝有希（ミサイル工藤）         | 日本       |                                                                        |
| 50           | 2017年12月14日 | ☆    | 1R 3:06  | KO      | フアマイ・カイチョンジム           | タイ       |                                                                        |
| 51           | 2018年3月18日  | ☆    | 2R 2:12  | KO      | ナッチャポン・ゲーオクアンロゾート | タイ       |                                                                        |
| 52           | 2018年5月26日  | ☆    | 7R 1:55  | TKO     | モンコル・カムソッマット           | タイ       |                                                                        |
| 53           | 2018年7月12日  | ☆    | 5R 1:03  | TKO     | 高梨直人（TEAM10COUNT）            | 日本       |                                                                        |
| 54           | 2018年10月12日 | ☆    | 7R 2:14  | TKO     | 板垣幸司（広島三栄）               | 日本       | 日本ライトフライ級挑戦者決定戦                                         |
| 55           | 2019年2月14日  | ☆    | 8R 終了  | TKO     | 戸高達（レパード玉熊）             | 日本       | 日本ライトフライ級王座決定戦                                           |
| 56           | 2019年5月19日  | ☆    | 10R      | 判定3-0 | 多田雅（TI山形）                   | 日本       | 日本王座防衛1                                                          |
| 57           | 2019年10月10日 | ★    | 10R      | 判定0-2 | 高橋悠斗（K&W）                    | 日本       | 日本王座陥落                                                           |
| 58           | 2020年7月25日  | ☆    | 10R 1:47 | TKO     | 冨田大樹（ミツキ）                 | 日本       | OPBF東洋太平洋ライトフライ級王座決定戦                                 |
| 59           | 2022年7月25日  | ★    | 12R      | 判定0-3 | 岩田翔吉（帝拳）                   | 日本       | 日本・OPBFライトフライ級王座統一戦 WBOアジア太平洋ライトフライ級決定戦 |
| 60           | 2022年12月4日  | ★    | 7R 1:01  | KO      | ジョーイ・キャノイ                 | フィリピン | OPBF東洋太平洋ライトフライ級王座決定戦                                 |
| 61           | 2023年8月5日   | ★    | 10R      | 判定0-2 | 谷口将隆（ワタナベ）               | 日本       |                                                                        |
| 62           | 2024年3月2日   | ★    | 6R 2:50  | TKO     | 高見享介（帝拳）                   | 日本       |                                                                        |
| テンプレート |                |      |          |         |                                    |            |                                                                        |

## 獲得タイトル
- 2004年西日本ライトフライ級新人王
- 第20回KSD杯争奪A級トーナメントミニマム級優勝 (MVP)
- 第1回日本タイトル挑戦権獲得トーナメントミニマム級準優勝（技能賞）
- 第6回日本タイトル挑戦権獲得トーナメントライトフライ級優勝
- 第38代日本ライトフライ級王座（防衛0）
- WBOアジア太平洋ライトフライ級王座（防衛0=返上）
- 第41代日本ライトフライ級王座（防衛1）
- 第37代OPBF東洋太平洋ライトフライ級王座（防衛0）

## 受賞
- プロ・アマチュア年間表彰
  - 20年度プロボクシング部門 努力・敢闘賞[44]